# Matang Jareung
Matang Jareung is een bestuurslaag in het regentschap Bireuen van de provincie Atjeh, Indonesië. Matang Jareung telt 723 inwoners (volkstelling 2010).